# 香芝市立志都美小学校
香芝市立志都美小学校（かしばしりつ しずみしょうがっこう）は、奈良県香芝市にある公立小学校。

## 概要
創立から130年以上経過している。
児童数が少なく、学年のほとんどが1クラスであったため、志都美小学校区は児童数の多い旭ヶ丘小学校の校区の一部を併合したことがある。

## 所在地
- 住所：奈良県香芝市今泉104-1
- 最寄駅：JR和歌山線 志都美駅

## 通学区域が隣接している学校
- 香芝市立旭ヶ丘小学校
- 香芝市立関屋小学校
- 王寺町立王寺北義務教育学校
- 王寺町立王寺南義務教育学校
- 上牧町立上牧第二小学校
- 上牧町立上牧小学校